# Рысков (деревня)
Рысков (бел. Рыскова) — деревня в Курганском сельсовете Рогачёвского района Гомельской области Беларуси.
На юге граничит с лесом.

## География

### Расположение
В 49 км на восток от районного центра и железнодорожной станции Рогачёв (на линии Могилёв — Жлобин), 82 км от Гомеля.

## Транспортная сеть
Транспортные связи по просёлочной дороге, затем по шоссе Довск — Гомель. Планировка состоит из прямолинейной улицы, ориентированной с юго-востока на северо-запад, к которой с севера присоединяются 2 прямолинейные короткие улицы. Застройка двусторонняя, деревянная, усадебного типа.

## История
По письменным источникам известна с начала XVII века как селение в Речицком повете Минского воеводства Великого княжества Литовского. Обозначена в инвентаре Чечерского староства 1704 года как деревня с 12 дымами. В 1720 году упоминается в инвентаре Меркуловичского староства.
После 1-го раздела Речи Посполитой (1772 год) в составе Российской империи. Во время Отечественной войны 1812 года около деревни происходили столкновения французских войск с корпусом российского генерала Ф. Ф. Эртеля. Через деревню проходила почтовая дорога Неглюбка — Рогачёв. По ревизии 1858 года в Городецкой волости Рогачёвского уезда Могилёвской губернии. В 1884 году располагались Свято-Николаевская церковь, 2 ветряные мельницы. Согласно переписи 1897 года действовали школа грамоты, мельница, хлебозапасный магазин, 3 ветряные мельницы, кузница, рядом фольварк. В 1909 году в фольварке 3010 десятин земли.
В 1930 году организован колхоз «Передовик», работали ветряная мельница и кузница. С 1939 года до 16 июля 1954 года центр Курганского сельсовета Журавичского, с 17 декабря 1956 года Рогачёвского районов Гомельской области. Во время Великой Отечественной войны в ноябре 1943 года оккупанты сожгли деревню и убили 23 жителей. 57 жителей погибли на фронте. Согласно переписи 1959 года в составе совхоза «1 Мая» (центр — агрогородок Курганье). Расположены библиотека, фельдшерско-акушерский пункт, отделение связи.

## Население

### Численность
- 2019 год — 25 дворов, 36 жителей.
- 2004 год — 46 хозяйств, 102 жителя.

### Динамика
- 1704 год — 12 дымов.
- 1858 год — 42 двора, 198 жителей.
- 1884 год — 240 жителей.
- 1897 год — 58 дворов, 436 жителей (согласно переписи).
- 1909 год — 70 дворов, 545 жителей.
- 1940 год — 96 дворов.
- 1959 год — 378 жителей (согласно переписи).
- 2004 год — 46 хозяйств, 102 жителя.
- 2019 год — 25 дворов, 36 жителей.

## Известные уроженцы
- Горбачёв, Андрей Романович (1909—1995) — ректор Витебского государственного университета (1963—1978).
- Б. К. Ермашкевич (1907—1982) — генерал-лейтенант.